# Liste von Persönlichkeiten der Stadt Lüdenscheid

## Ehrenbürger der Stadt

### Vor 1945
- 1856 August Gerhardi (1804–1860), stellvertretend für seinen Bruder Richard Gerhardi (1792–1855), Mediziner
- 1864 Arnold Essellen (1822–1879), Rechtsanwalt und städtischer Beigeordneter
- 1866 Heinrich Nottebohm (1812–1869), Fabrikant und Bürgermeister
- 1894 Friedrich Rottmann (1829–1895)
- 1895 Otto von Bismarck (1815–1898), preußischer Ministerpräsident, Gründer und Kanzler des Deutschen Reiches
- 1910 Fritz Selve (1849–1916), Fabrikant und Stifter des Selve-Brunnens
- 1930 Wilhelm Jockusch (1867–1945), bedeutender Bürgermeister und Oberbürgermeister
- 1933 Theodor Schulte (1863–1953), Fabrikant und Stadtverordnetenvorsteher
- 1934 Christiane Rajewsky (1934–1993), Politikwissenschaftlerin und Friedensforscherin

### Ab 1945
- 1971 – Erwin Welke (* 9. Januar 1910 in Dortmund; † 28. Mai 1989 in Lüdenscheid)

Der SPD-Politiker betätigte sich in der Zeit des Nationalsozialismus im Widerstand gegen das Regime. Von 1964 bis 1971 war er Lüdenscheider Bürgermeister; die Ehrenbürgerwürde erhielt er am 22. Dezember 1971.
- 2004 – Jürgen Dietrich (* 17. Juni 1935 in Lüdenscheid; † 25. Juni 2010 ebenda[2])

Der Ehrenvorsitzende der CDU-Ortsunion war von 1975 bis 1994 Bürgermeister von Lüdenscheid. 2004 wurde ihm die Ehrenbürgerwürde verliehen.
Adolf Hitler und Paul von Hindenburg wurde die Ehrenbürgerwürde wieder aberkannt.

## Söhne und Töchter der Stadt
Die folgende Übersicht enthält bedeutende in Lüdenscheid geborene Persönlichkeiten. Ob die Personen ihren späteren Wirkungskreis in Lüdenscheid hatten oder nicht, ist dabei unerheblich.
| Geburtsjahr | Name                                   | Sterbejahr | Beruf |
| ----------- | -------------------------------------- | ---------- | --- |
| 1330        | Herbord Curlar                         | 1390       | Kaufmann |
| 1350        | Johann Lovenschede                     | etwa 1400  | Kaufmann |
| um 1360     | Hartlevus de Marca                     | 1390       | Rektor der Universität zu Köln                                                                                   |
| 1380        | Theodor Haeck                          | 1420       | Scholastiker |
| um 1520     | Clemens Lüdemar                        | 1578       | Pastor |
| 1592        | Jakob Fischer                          | 1653       | Bauerschaftsvorsteher in Leifringhausen                                                                          |
| 1661        | Reinhard von Hymmen                    | 1722       | Hogrefe, Kanzler der preußischen Regierung in Kleve                                                              |
| 1747        | Johann Heinrich Wilhelm von den Berken | 1823       | Jurist |
| 1769        | Wilhelm Tappe                          | 1823       | Landbaumeister                                                                                                   |
| 1788        | Louise Kerksig                         | 1860       | Mäzenin |
| 1814        | Johann Diedrich Lüttringhaus           | 1888       | Schulreformer |
| 1817        | Karl Grün                              | 1887       | Journalist |
| 1817        | Martin Gustav Nottebohm                | 1882       | Musikwissenschaftler                                                                                             |
| 1822        | Albert Grün                            | 1904       | Revolutionär von 1848/49                                                                                         |
| 1830        | Gustav von Neufeld                     | 1890       | Montanunternehmer                                                                                                |
| 1842        | Rudolf Adamy                           | 1898       | Kunsthistoriker                                                                                                  |
| 1842        | Gustav Selve                           | 1909       | Unternehmer |
| 1846        | Albert Lemmer                          | 1922       | Ingenieur und VDI-Vorsitzender                                                                                   |
| 1848        | Paul Mayer                             | 1923       | Zoologe und Mikroskopiker                                                                                        |
| 1849        | Fritz Selve                            | 1916       | Unternehmer |
| 1850        | Rudolf Adamy                           | 1898       | Kunsthistoriker, Archäologe und Museumsinspektor                                                                 |
| 1851        | Carl Berg                              | 1906       | Luftschiffbauer                                                                                                  |
| 1862        | Karoline Grüber                        | 1940       | Naturheilkundige                                                                                                 |
| 1866        | Louis Wurm                             | 1941       | Kürschnermeister und Politiker (DVP)                                                                             |
| 1875        | Emma Cramer-Crummenerl                 | 1964       | Schriftstellerin                                                                                                 |
| 1881        | Otto Hembeck                           | 1958       | Unternehmer, Mitglied des Reichstags (DNVP)                                                                      |
| 1892        | Siegmund Crummenerl                    | 1940       | Mitglied im Sopade-Vorstand                                                                                      |
| 1893        | Richard Hueck                          | 1968       | Fabrikant, Kommunalpolitiker (CDU)                                                                               |
| 1894        | Rudolf Juchhoff                        | 1968       | Bibliothekar |
| 1895        | Hans Winter                            | 1969       | Gartenarchitekt                                                                                                  |
| 1895        | Willy Franz Wirth                      | 1957       | Landschaftsmaler                                                                                                 |
| 1897        | Paul Wieghardt                         | 1969       | Maler |
| 1898        | Helmuth Groscurth                      | 1943       | Wehrmachtsoffizier, Widerstandskämpfer gegen den Nationalsozialismus                                             |
| 1898        | Werner Kraus                           | 1964       | Politiker (KPD)                                                                                                  |
| 1899        | Fritz Nölle                            | 1980       | Schriftsteller                                                                                                   |
| 1900        | Hans Goudefroy                         | 1961       | Vorstandsvorsitzender der Allianz Versicherungs-AG                                                               |
| 1901        | Werner Kowalski                        | 1943       | kommunistischer Widerstandskämpfer gegen den Nationalsozialismus                                                 |
| 1905        | Herbert Berg                           | 1988       | Chemiker, Erfinder und Vorstandsrats-Vorsitzender des Deutschen Museums in München                               |
| 1906        | Walter Süskind                         | 1945       | Holocaust-Opfer, rettete 600 jüdischen Kinder vor dem Holocaust                                                  |
| 1906        | Hans-Jürgen Schlochauer                | 1990       | Rechtswissenschaftler (Völkerrecht)                                                                              |
| 1909        | Hans Müller                            | 1977       | Regisseur |
| 1912        | Paul Deitenbeck                        | 2000       | Theologe und Kirchenpolitiker                                                                                    |
| 1912        | Hans Zacher                            | 2003       | Ingenieur |
| 1915        | Peter Hamel                            | 1992       | SPD-Politiker |
| 1923        | Annerose Iber-Schade                   | 2020       | Unternehmerin |
| 1925        | Renate Kretschmar-Fischer              | 2016       | Pianistin und Hochschullehrerin für Musik                                                                        |
| 1926        | Peter Robert Franke                    | 2018       | Althistoriker, Numismatiker                                                                                      |
| 1926        | Walter Hostert                         | 2008       | Kommunalpolitiker (CDU)                                                                                          |
| 1927        | Herwig Blankertz                       | 1983       | Pädagoge |
| 1927        | Gerhard Quinkert                       | 2015       | Chemiker |
| 1928        | Manfred Sönnecken                      | 2003       | Heimatforscher                                                                                                   |
| 1931        | Peter Wilhelm Höllermann               | 2023       | Geograph |
| 1932        | Horst Ludwigsen                        | 2015       | Schriftsteller                                                                                                   |
| 1936        | Wolfgang Windfuhr                      | 2018       | Pädagoge und Politiker (CDU)                                                                                     |
| 1938        | Gerd Möller                            |            | Lehrer und Autor                                                                                                 |
| 1939        | Udo Scholz                             | 2020       | Stadion- und Hallensprecher                                                                                      |
| 1941        | Rüdiger Bubner                         | 2007       | Philosoph |
| 1942        | Lisa Seuster                           |            | Kommunalpolitikerin, Mitglied des Bundestags (SPD)                                                               |
| 1943        | Klaus-Willi Gauchel                    |            | Brigadegeneral der Bundeswehr                                                                                    |
| 1943        | Hartwig Hochstein                      |            | Journalist und Autor, Chefredakteur der Leipziger Volkszeitung                                                   |
| 1944        | Helmut Kostal                          | 2015       | Unternehmer |
| 1945        | Hajo Gies                              |            | Film- und Fernsehregisseur                                                                                       |
| 1946        | Irmgard Franke-Dressler                |            | Werbegrafikerin und Politikerin                                                                                  |
| 1946        | Nina Schindler                         |            | Schriftstellerin und Übersetzerin                                                                                |
| 1946        | Wilhelm Schlote                        |            | Zeichner |
| 1946        | Alexander Stephan                      | 2009       | deutsch-US-amerikanischer Germanist, Hochschullehrer                                                             |
| 1946        | Klaus Vater                            |            | ehemaliger Sprecher der deutschen Bundesregierung, Autor                                                         |
| 1947        | Joseph-Theodor Blank                   |            | Jurist und Mitglied des Bundestags (CDU) 1983–2002                                                               |
| 1947        | Jörg-Dieter Gauger                     | 2015       | Althistoriker |
| 1948        | Lisa Hefendehl-Hebeker                 |            | Mathematikerin und Hochschullehrerin                                                                             |
| 1949        | Christian Linder                       | 2024       | Schriftsteller, Essayist, Hörspielautor                                                                          |
| 1950        | Jochen Bohl                            |            | Landesbischof der Evangelisch-Lutherischen Landeskirche Sachsens                                                 |
| 1950        | Petra Crone                            |            | Mitglied des Bundestags (SPD)                                                                                    |
| 1950        | Jörg Michael Fey                       | 1996       | Biologe |
| 1950        | Paul-Joachim Heinig                    |            | Historiker, Diplomatiker und Hochschullehrer                                                                     |
| 1950        | Frank Hübner                           |            | Segler |
| 1950        | Dieter Laue                            |            | Maler |
| 1951        | Martin Gies                            |            | Drehbuchautor |
| 1951        | Jürgen Werth                           |            | christlicher Journalist und Liedermacher, Kirchenpolitiker                                                       |
| 1951        | Gerd Wirth                             | 2025       | Politiker, Mitglied des Landtags von Nordrhein-Westfalen                                                         |
| 1952        | Olga Allenstein                        |            | Malerin und Objektkünstlerin                                                                                     |
| 1952        | Wolfgang Büld                          |            | Film- und Fernsehregisseur                                                                                       |
| 1952        | Evelyn Roll                            |            | Journalistin und Publizistin                                                                                     |
| 1952        | Heinz Scheel                           |            | Autor und Gestaltungskünstler                                                                                    |
| 1952        | Hans-Dieter Steinbach                  |            | Diplomat, Generalkonsul in Sydney                                                                                |
| 1954        | Kristian Bosselmann-Cyran              |            | Präsident der Hochschule Koblenz                                                                                 |
| 1954        | Axel Ertelt                            | 2023       | Sachbuchautor |
| 1955        | Martin Carrier                         |            | Philosoph |
| 1955        | Dieter Dzewas                          |            | Kommunalpolitiker (SPD)                                                                                          |
| 1956        | Rolf Henke                             |            | Luftfahrtingenieur, Luftfahrtvorstand des DLR und Präsident der DGLR                                             |
| 1957        | Christiane Grefe                       |            | Journalistin und Autorin                                                                                         |
| 1957        | Hans-Werner Peiniger                   |            | UFO-Forscher und Autor                                                                                           |
| 1959        | Gunhild Aiyub                          |            | Schriftstellerin                                                                                                 |
| 1961        | Stefan Homburg                         |            | Finanzwissenschaftler und Hochschullehrer                                                                        |
| 1961        | Cornelia Yzer                          |            | Mitglied des Bundestags (CDU) 1990–1998, Senatorin für Wirtschaft, Technologie und Forschung im Senat von Berlin |
| 1962        | Frauke Kraas                           |            | Geographin, Hochschullehrerin für Stadt- und Kulturgeographie                                                    |
| 1964        | Brigitte Englisch                      |            | Historikerin |
| 1966        | Petra Bahr                             |            | Theologin, Regionalbischöfin der Evangelischen Landeskirche Hannover                                             |
| 1966        | Angela Freimuth                        |            | Mitglied des Landtags Nordrhein-Westfalen (FDP)                                                                  |
| 1966        | Matthias Heider                        |            | Mitglied des Bundestags (CDU)                                                                                    |
| 1966        | Amir Shaheen                           |            | Schriftsteller                                                                                                   |
| 1966        | Johann Peter Wieghardt                 |            | Maler und Bildhauer                                                                                              |
| 1967        | Ralph Lange                            |            | Politiker |
| 1968        | Detlev Kümmel                          |            | Kunst- und Antiquitätengalerist                                                                                  |
| 1968        | Christian Seltmann                     |            | Schriftsteller                                                                                                   |
| 1969        | Götz Hamann                            |            | Wirtschafts- und Investigativ-Journalist, Sachbuchautor                                                          |
| 1970        | Dorina Pieper                          |            | Biathletin |
| 1972        | Holm Friebe                            |            | Journalist, Schriftsteller                                                                                       |
| 1972        | Matthias Schröter                      |            | Journalist |
| 1973        | Bernhard Sven Anuth                    |            | römisch-katholischer Theologe                                                                                    |
| 1973        | Andreas Menn                           |            | Filmeditor |
| 1974        | Christoph Hardebusch                   |            | Fantasyautor |
| 1974        | Adrian Kasnitz                         |            | Schriftsteller                                                                                                   |
| 1975        | Jens Friebe                            |            | Musiker, Musikjournalist                                                                                         |
| 1979        | Leif Frey                              |            | Skispringer |
| 1980        | Sandra Neumann                         |            | Leichtathletin, Sprinterin                                                                                       |
| 1980        | Tobias Weindorf                        |            | Jazzmusiker |
| 1983        | Jini Meyer                             |            | Sängerin und Songwriterin                                                                                        |
| 1984        | Julia Gruner                           |            | Künstlerin |
| 1984        | Falko Ochsenknecht                     |            | Laiendarsteller und Schlagersänger                                                                               |
| 1988        | Nuri Şahin                             |            | Fußballspieler                                                                                                   |
| 1989        | Björn Meyer                            |            | Schauspieler |
| 1989        | Lena Niethammer                        |            | Journalistin |
| 1992        | Moritz Kalthoff                        |            | Politiker (SPD)                                                                                                  |
| 1993        | Marian Orlowski                        |            | Handballspieler                                                                                                  |
| 1994        | Jacqueline Feldmann                    |            | Stand-up-Comedyienne                                                                                             |
| 2000        | Tom Bergner                            |            | Handballspieler                                                                                                  |
| 2001        | Jona Niemiec                           |            | Fußballspieler                                                                                                   |
| 2004        | Ilyas Ansah                            |            | Fußballspieler                                                                                                   |

## Bekannte Einwohner der Stadt

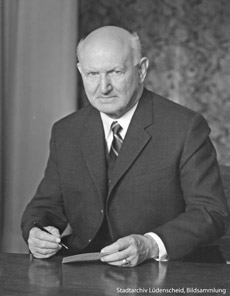
Konrad Ameln

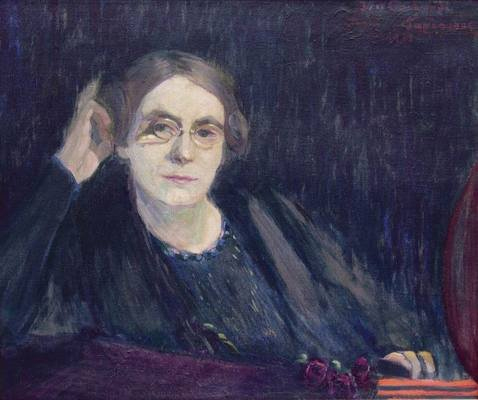
Ida Gerhardi – Selbstbildnis III, 1905, Städtische Museen Lüdenscheid

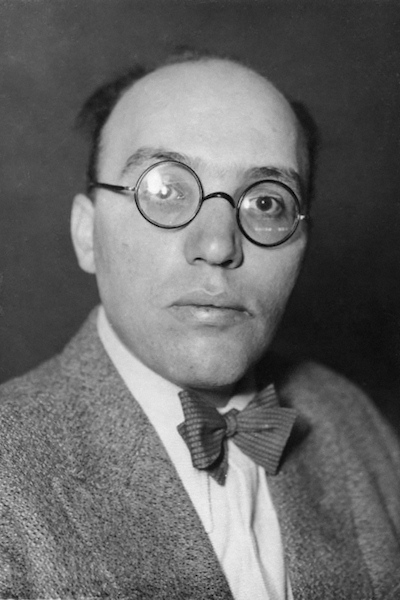
Kurt Weill

Hier folgt eine Übersicht von Personen, die in Lüdenscheid gelebt und/oder gewirkt haben, jedoch nicht in Lüdenscheid geboren wurden.
- Absztrakkt (* 15. Oktober 1979 in Villach),
 Rapper und ehemaliges Mitglied der Rapper-Gruppe 58 X-Men Klan
- Wilhelm Ackermann (* 29. März 1896; † 24. Dezember 1962 in Lüdenscheid),
 1948–1961 unterrichtete Wilhelm Ackermann am Geschwister-Scholl-Gymnasium. Er war ein deutscher Mathematiker und wurde berühmt durch die nach ihm benannte Ackermannfunktion.
- Konrad Ameln (1899–1994),
 Der Musikwissenschaftler Konrad Ameln übersiedelte 1934 nach Lüdenscheid, wo er über Jahrzehnte das lokale Musikleben bereicherte. Die von ihm begründete Lüdenscheider Musikvereinigung e. V. veranstaltete lange Zeit jährlich die „Kleinen Musikfeste“, Musikfestspiele mit einem Schwerpunkt im Bereich der Barockmusik.
- Willi Bürger (* 16. April 1901 in Düsseldorf; † 26. Oktober 1981),
 Willi Bürger war ein deutscher Politiker der SPD und von 1946 bis 1947 nordrhein-westfälischer Landtagsabgeordneter. 1946 war er Oberbürgermeister von Lüdenscheid.
- Heinrich Cornelius (1843–1934),
 Lehrer, Stadtverordneter und Stadtverordnetenvorsteher, nachhaltiger Förderer der Stadtbibliothek, des lokalen kulturellen und kirchlichen Lebens, nach ihm wurde die Corneliusstr. benannt.
- Paul Deitenbeck (1912–2000),
 evangelischer Pfarrer, Vorsitzender der Deutschen Evangelischen Allianz
- DJ Eule (* 1983 in Hannover),
 Produzent und DJ sowie Mitbegründer des Lüdenscheider Musiklabels 58Muzik
- Wilhelm Ehmer (* 1. August 1896 in Hongkong; † 16. Juni 1976 in Lüdenscheid)
 Der deutsche Schriftsteller Wilhelm Ehmer war langjähriger Chefredakteur und Verleger des Lüdenscheider General-Anzeigers (ab 1949 Lüdenscheider Nachrichten).
- Ida Gerhardi (1862–1927),
 Malerin der Klassischen Moderne und Förderin des deutsch-französischen Kulturaustauschs, übersiedelte 1913 von Paris nach Lüdenscheid, nachdem sie ihr Atelier in der französischen Hauptstadt aus gesundheitlichen Gründen schließen musste. Bis zu ihrem Tode lebte sie im Haus der Familie Gerhardi in Lüdenscheid.
- Walter Heidenreich (* 1949 in Iserlohn),
 umstrittener sog. Evangelist und Prediger, Vorsitzender der FCJG, einer charismatischen Glaubensgemeinschaft in Lüdenscheid
- Georg Hermann von Holtzbrinck (1664–1742),
 Staatsbeamter in kursächsischen Diensten: „Geheimer Kriegsrat“ und „General-Kron-Postmeister“ mit Ministerrang, von August dem Starken in den erblichen Adelsstand erhoben, seit 1725 Besitzer des Lüdenscheider Rittergutes Oedenthal
- Heinrich Wilhelm von Holtzbrinck (1809–1877),
 Jurist, „Wirklicher Geheimer Regierungsrat“, 1862 preußischer Handelsminister, dann Regierungspräsident und „Landtagsmarschall“ von Westfalen, verbrachte seinen Lebensabend auf Schloss Oedenthal
- Else Hueck-Dehio (1897–1976),
 Schriftstellerin (Erzählungen, Jugendbücher, Romane), ab 1920 Ehe mit dem Lüdenscheider Industriellen Richard Hueck
- Richard Jahnke (1868–1933),
 Dichter und später als „Ministerialdirektor“ in Berlin Leiter des gesamten höheren Schulwesens in Preußen, von 1904 bis 1911 Leiter des Lüdenscheider Realgymnasiums, gab seinen ersten Gedichtband in Lüdenscheid heraus und verfasste eine „Geschichte der Lüdenscheider Lateinschule“
- Wilhelm Jockusch Jurist (* 16. September 1867 in Bielefeld; † 21. November 1945),
 1896 bis 1930 nacheinander Bürgermeister, Erster Bürgermeister und Oberbürgermeister, gilt als Lüdenscheids bedeutendster Lokalpolitiker (Status als Kreisfreie Stadt 1907, Bau des Städtischen Krankenhauses, des Städt. Elektrizitätswerkes, des Schlachthofes, von Alters- und Kinderheimen, von sieben Schulen sowie u. a. Gründung der Kraftverkehrsgesellschaft Mark-Sauerland (Vorgängerin der Märkischen Verkehrsgesellschaft MVG)), nach Wilhelm Jockusch ist die Jockuschstr. benannt.
- Manfred Kanther (* 26. Mai 1939 in Schweidnitz, Schlesien),
 Deutscher Politiker, Jurist (Referendariat in Lüdenscheid)
- Julius Lenzmann (1843–1906),
 linksliberaler Politiker und Mitbegründer der demokratischen Partei. Lenzmann war Kreisrichter, Anwalt und Kommunalpolitiker in Lüdenscheid sowie erster Vorsitzender des TuS Jahn-Lüdenscheid.
- Wilfried Lieck (* 29. Oktober 1945 in Aalborg (Dänemark)),
 Der in Lüdenscheid wohnhafte Wilfried Lieck ist ein erfolgreicher deutscher Tischtennisspieler. 1970 wurde er erstmals deutscher Meister. Diesen Titel errang er nochmals in den Jahren 1972, 1973, 1975 und 1976.
- Hans Matthies (1915–1991),
 Architekt, Ortsheimatpfleger von Lüdenscheid 1976–90 und Umweltschützer; setzte sich vor allem für die Bewahrung und Wertschätzung alter Bausubstanz und der Natur ein, nach ihm wurde die „Hans-Matthies-Straße“ benannt.
- Hans Medernach (1928–2007),
 Verlagsleiter und Herausgeber der Lüdenscheider Nachrichten 1975 bis 2000
- Wilhelm von der Marck (Apotheker) (1815–1900),
 Geologe, Botaniker und Heimatkundler, seit 1840 Apotheker in Lüdenscheid, 1848 Stadtverordneter ebenda, sammelte Materialien für eine Lüdenscheider Stadtchronik und verfasste ein Buch über die hiesige Botanik, gest. in Hamm
- K. T. Neumann (1919–2012),
 Metallbildhauer, lebte und wirkte von 1945 bis 1999 in Lüdenscheid; prägte das Stadtbild durch zahlreiche öffentliche und private Auftragsarbeiten (Brunnen auf dem Stern- und Graf-Engelbert-Platz, Türen des Ratssaales im Neuen Rathaus), ferner Mitwirkung bei der Sanierung der Quadriga des Brandenburger Tores in Berlin nach 1989, seit 1999 wohnhaft ebendort
- Emil Opderbeck (1845–1910),
 Lüdenscheider Amtmann (starker Ausbau von Infrastruktur und Bildungswesen in Lüdenscheid-Land), nach ihm ist die Opderbeckstraße im Stadtteil Brügge benannt
- Paul Preis (1900–1979),
 Der Komponist und Dirigent zog nach seiner Flucht aus Schlesien und der DDR in der Nachkriegszeit nach Lüdenscheid und engagierte sich dort bis zu seinem Tod für das musikkulturelle Erbe seiner Heimat, der Grafschaft Glatz.
- Wilhelm Proebsting (1857–1945),
 Proebsting war einer der bedeutendsten Lüdenscheider Pfarrer und Kreisschulinspektor, Vorsitzender des „Westfälischen Hauptvereins des Evangelischen Bundes“ und stellvertretender Präses von Westfalen.
- Johannes Raithel (1864–1939),
 Lüdenscheider Studienrat und Romanschriftsteller, nach ihm ist der Raithelplatz benannt.
- Walter Schmidt (* 1891 in Neuemühle, Herscheid; † 1981),
 von 1960 bis 1975 sogenannter Stammapostel, d. h. oberster religiöser und organisatorischer Leiter der Neuapostolischen Kirche
- Wilhelm Tobien (1837–1911),
 Autor von Erzählungen und geschichtlichen Abhandlungen (u. a. „Denkwürdigkeiten aus der Vergangenheit Westfalens“), 1862–1866 „wissenschaftlicher Lehrer“ an der Lüdenscheider Bürgerschule
- Ludwig Schneider (* 20. Dezember 1893 in Niedermöllrich; † 26. Februar 1977 in Kassel),
 Ludwig Schneider war deutscher Politiker (FDP). Von 1930 bis 1935 war er Oberbürgermeister von Lüdenscheid.
- Rudolf Sparing (* 1941 in Hannover),
 Dramaturg, Theaterregisseur, 2022 Ehrenringträger[3][4]
- Kurt Weill (* 2. März 1900 in Dessau; † 3. April 1950 in New York/USA),
 Der später bedeutende deutsche und amerikanische Komponist Kurt Weill – u. a. Zusammenarbeit mit Bertolt Brecht (z. B. Vertonung der Dreigroschenoper) – hatte seit Dezember 1919 sein erstes Engagement als Kapellmeister am Stadttheater Lüdenscheid, bevor er 1921 nach Berlin zurückkehrte, um sein Studium fortzusetzen.
- Louis Weinbrenner (geb. 1825),
 Dirigent, Musiklehrer und Komponist (u. a. Westfalenlied und Lüdenscheider Lied)

Die Liste erhebt keinen Anspruch auf Vollständigkeit.